# Ханьчуань
Ханьчуань (кит. спр. 汉川市, піньїнь: Hànchuān Shì) — місто-повіт у центральнокитайській провінції Хубей, складова міста Сяогань.

## Географія
Ханьчуань розташовується на півдні префектури, лежить на річці Ханьшуй.

### Клімат
Місто знаходиться у зоні, котра характеризується вологим субтропічним кліматом. Найтепліший місяць — липень із середньою температурою 28.9 °C (84 °F). Найхолодніший місяць — січень, із середньою температурою 4 °С (39.2 °F).
| Клімат Ханьчуаня        | Клімат Ханьчуаня | Клімат Ханьчуаня | Клімат Ханьчуаня | Клімат Ханьчуаня | Клімат Ханьчуаня | Клімат Ханьчуаня | Клімат Ханьчуаня | Клімат Ханьчуаня | Клімат Ханьчуаня | Клімат Ханьчуаня | Клімат Ханьчуаня | Клімат Ханьчуаня | Клімат Ханьчуаня |
| Показник                | Січ.             | Лют.             | Бер.             | Квіт.            | Трав.            | Черв.            | Лип.             | Серп.            | Вер.             | Жовт.            | Лист.            | Груд.            | Рік              |
| Середній максимум, °C   | 8,2              | 9,5              | 14,6             | 21               | 26,1             | 29,9             | 32,7             | 32,6             | 27,8             | 22,4             | 16,1             | 10,3             | 20,9             |
| Середня температура, °C | 4                | 5,6              | 10,4             | 16,7             | 22               | 25,8             | 28,9             | 28,6             | 23,6             | 18               | 11,8             | 6,1              | 16,8             |
| Середній мінімум, °C    | −0,4             | 1,3              | 6,1              | 12,3             | 17,6             | 21,8             | 25,1             | 24,4             | 19,3             | 13,5             | 7,2              | 1,6              | 12,5             |
| Норма опадів, мм        | 33.3             | 54.3             | 89.8             | 133.3            | 157.4            | 192.9            | 155.8            | 117.5            | 80.5             | 83.8             | 56.2             | 27.8             | 1182.6           |
| Днів з опадами          | 11               | 11,6             | 14,5             | 15,5             | 14               | 12,3             | 10,6             | 9,5              | 10,5             | 11,9             | 11,9             | 10,4             | 143,7            |
| Вологість повітря, %    | 74.9             | 76.2             | 78.4             | 79.5             | 78               | 78.3             | 79.1             | 78.4             | 78.7             | 78.7             | 77.1             | 73.9             | 77.6             |
| ----------------------- | ---------------- | ---------------- | ---------------- | ---------------- | ---------------- | ---------------- | ---------------- | ---------------- | ---------------- | ---------------- | ---------------- | ---------------- | ---------------- |
| Джерело: Weatherbase    |                  |                  |                  |                  |                  |                  |                  |                  |                  |                  |                  |                  |                  |